# Cyperus alternifolius
Il falso papiro (Cyperus alternifolius L.)  è una pianta palustre, perenne, appartenente alla famiglia delle Cyperaceae, ampiamente diffusa nelle zone umide dell'Africa subsahariana.

## Descrizione
Si presenta con fusti alti e sottili che portano foglie a raggiera simili alle bacchette di un ombrello aperto.

## Distribuzione e habitat
La specie è diffusa in gran parte dell'Africa subsahariana, incluso il Madagascar, e nella penisola arabica.

## Usi
È usata come pianta ornamentale.

## Coltivazione
La pianta può sopravvivere e vegetare in una posizione di mezz'ombra, ma per garantire una corretta crescita è preferibile che venga messa in una posizione molto luminosa (anche soleggiata). Da evitare zone troppo ventilate che potrebbero spezzare gli steli.
Il substrato deve essere mantenuto molto umido, con annaffiature estive giornaliere, in accordo alle temperature ambientali cui è soggetta. Se coltivata in vaso, e se nel caso esso non fosse impermeabile, nel sottovaso deve sempre esserci un poco d'acqua. Essendo comunque una pianta palustre, può anche essere coltivata in idrocoltura o inserita all'interno di acquari o terrari, che in tal caso devono necessariamente essere privi di coperchio.
Del resto, il consumo di acqua è notevole: la pianta può contribuire ad aumentare l'umidità dell'aria negli ambienti da appartamento.
Si moltiplica via talea in maniera molto semplice: si accorcia uno stelo tolto dalla pianta alla lunghezza di 10–20 cm. Questo viene capovolto e immerso in un contenitore d'acqua, avendo l'accortezza di dimezzare anche la lunghezza del fogliame. Dall'attaccatura delle foglie cresceranno prima delle radici e poi dei germogli. Più tardi, il tutto potrà essere piantato in terra.
È anche possibile mettere lo stelo a radicare in acqua senza capovolgerlo; deve essere abbastanza corto in modo che l'attaccatura delle foglie stia coperta dall'acqua; in questo caso non occorre accorciare le foglie. Questo metodo presenta il vantaggio che la talea può usare le foglie per la fotosintesi, perché non seccano finché la pianta non è cresciuta.

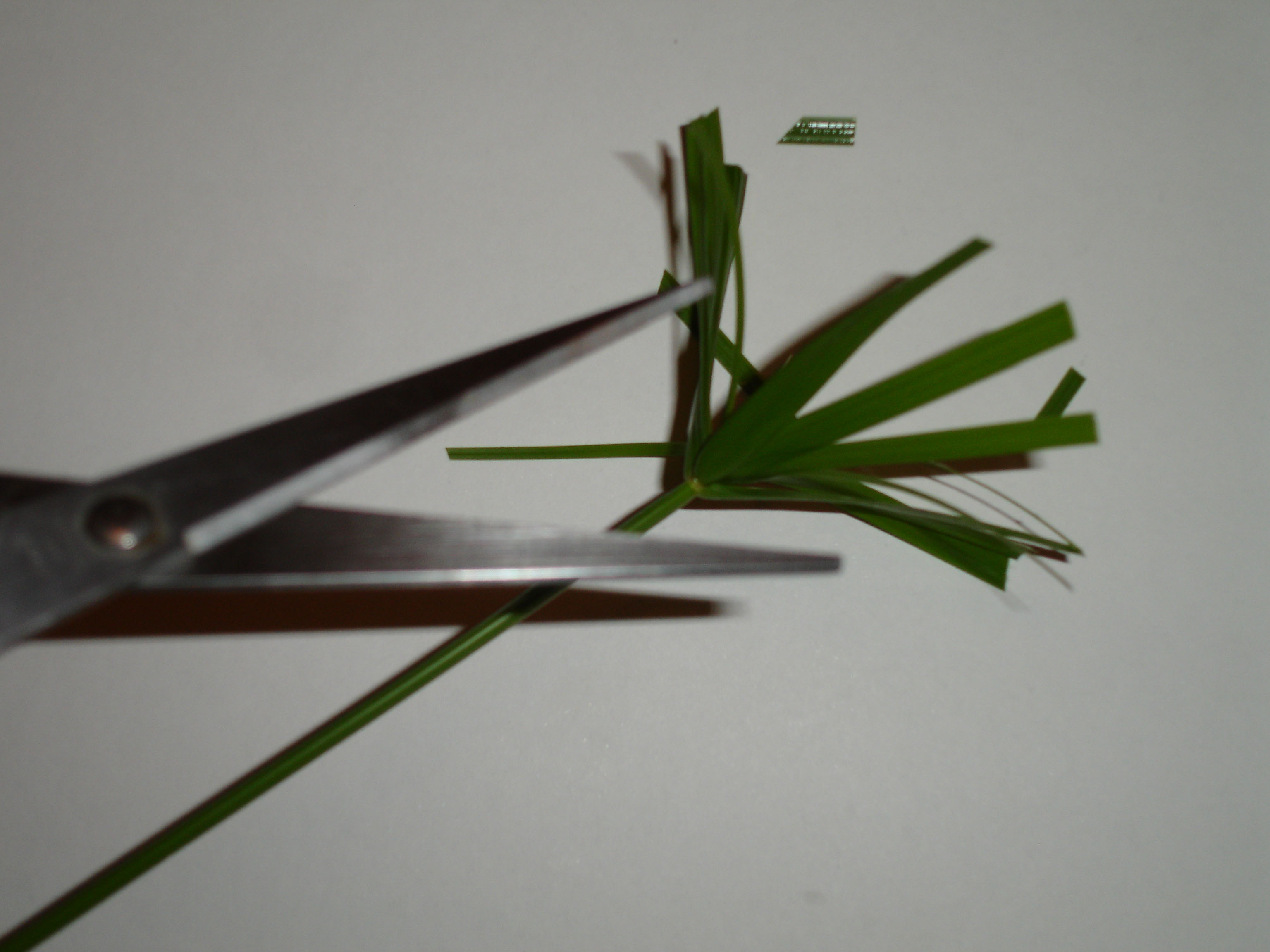
Le foglie della talea vanno prima di tutto dimezzate
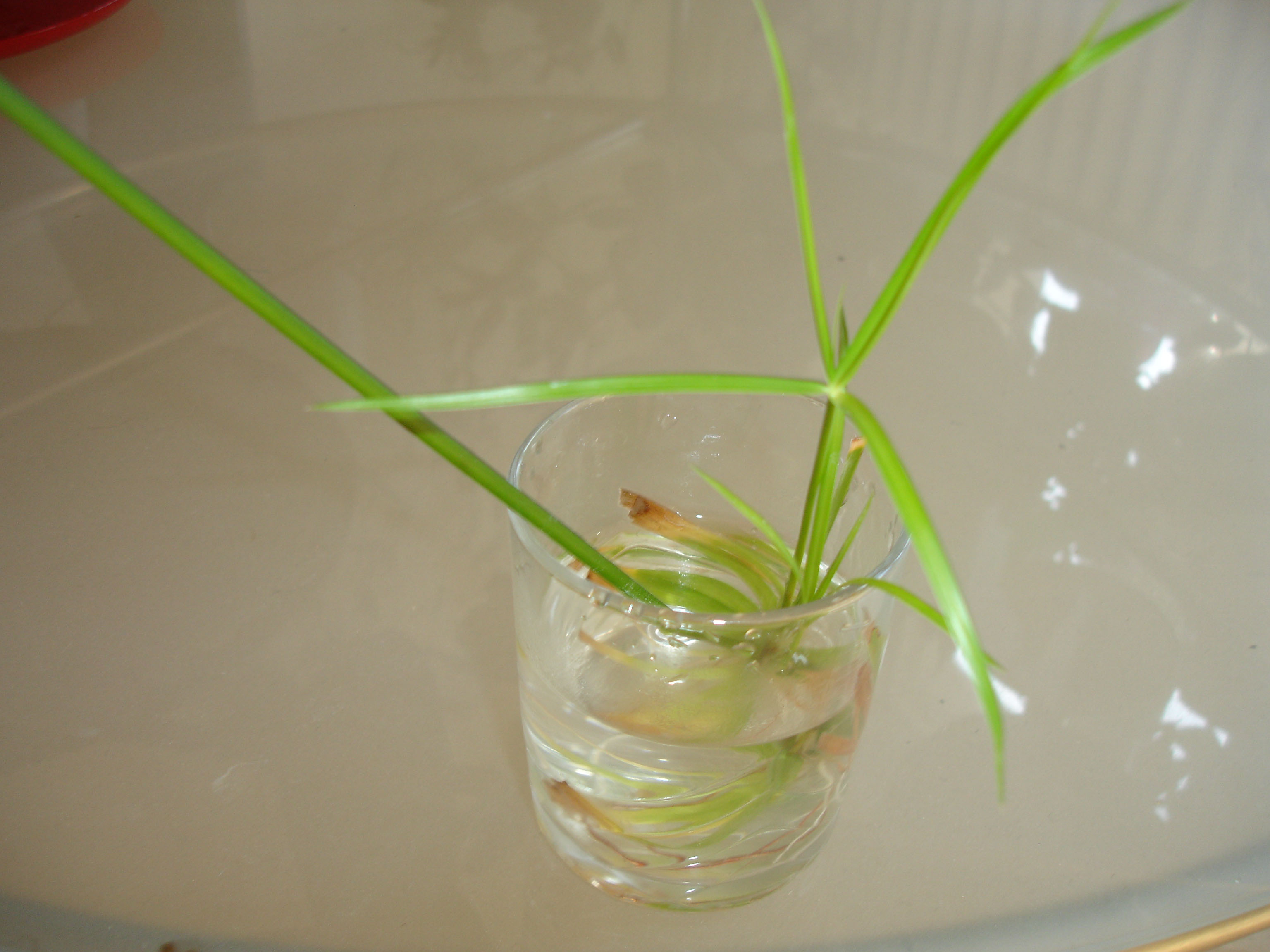
Il gambo va ora immerso sottosopra nell'acqua: all'attaccatura delle foglie, si formeranno nuovi steli e nuove radici
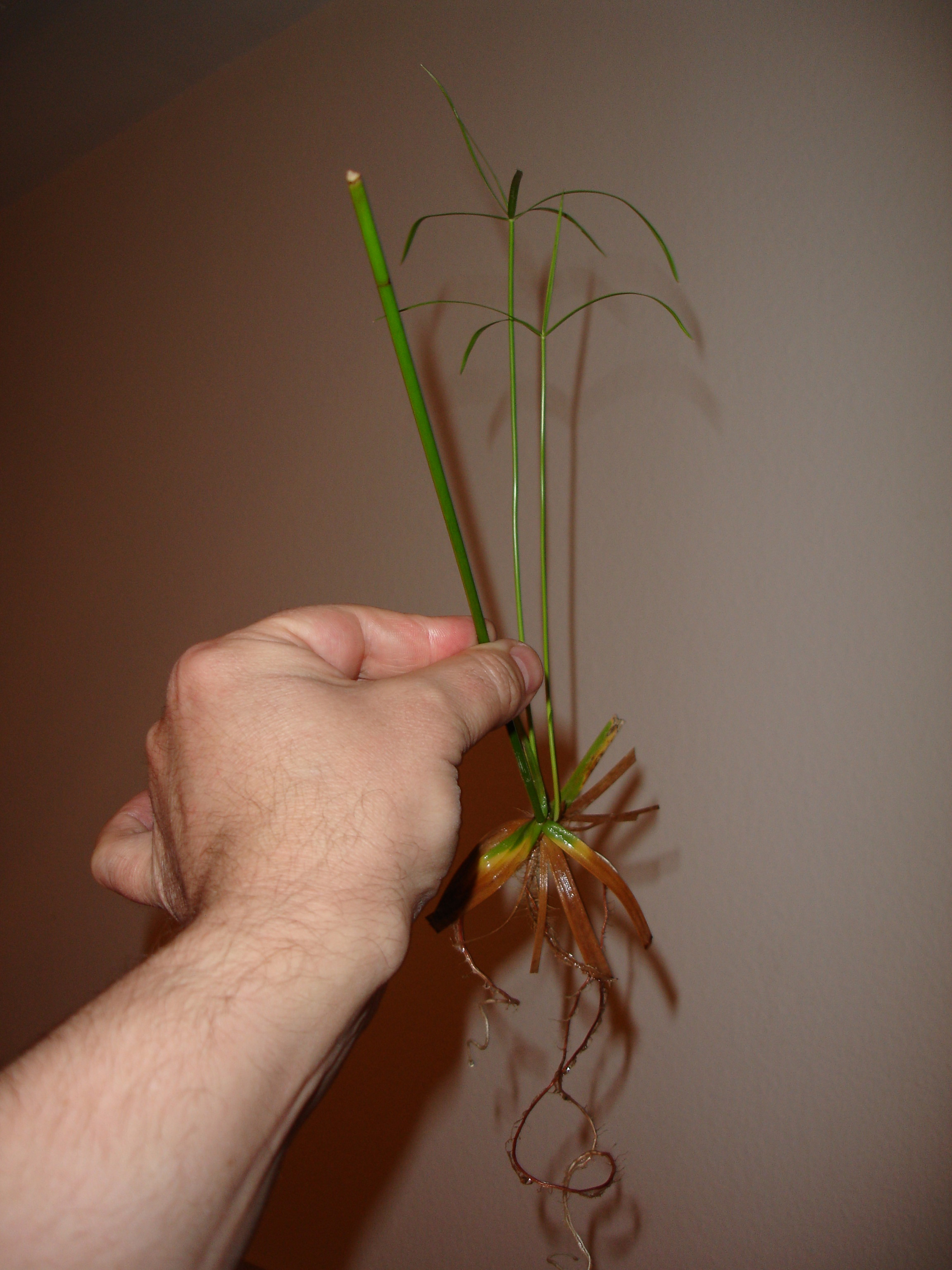
Oramai morte, le foglie della pianta madre possono essere tagliate; esse lasciano il posto alla nuova pianta, che verrà quindi messa a dimora.